# دونگی ماتیواتس
دونگی ماتیواتس (به صربی: Donji Matejevac) یک منطقهٔ مسکونی در صربستان است که در Pantelej واقع شده‌است.